# Euphyia inclarata
Euphyia inclarata är en fjärilsart som beskrevs av Walker 1862. Euphyia inclarata ingår i släktet Euphyia och familjen mätare. Inga underarter finns listade i Catalogue of Life.